# برورا
برورا هو مجمع مباني يقع في بينز في جزيرة روغن،ألمانيا.تم بنائه في الفترة ما بين 1936 و1939 في عهد ألمانيا النازية.